# بيلي جيلمان
بيلي جيلمان (بالإنجليزية: Billy Gilman)‏ هو مغني وكاتب أغاني أمريكي، ولد في 24 مايو 1988 في ويسترلي في الولايات المتحدة.

## وصلات خارجية
- الموقع الرسمي
- بيلي جيلمان على موقع IMDb (الإنجليزية)
- بيلي جيلمان على موقع ميوزك برينز (الإنجليزية)
- بيلي جيلمان على موقع إن إن دي بي (الإنجليزية)
- بيلي جيلمان على موقع أول ميوزيك (الإنجليزية)
- بيلي جيلمان على موقع ديسكوغز (الإنجليزية)
- بيلي جيلمان على موقع قاعدة بيانات الفيلم (الإنجليزية)